# レオ・レスケルー

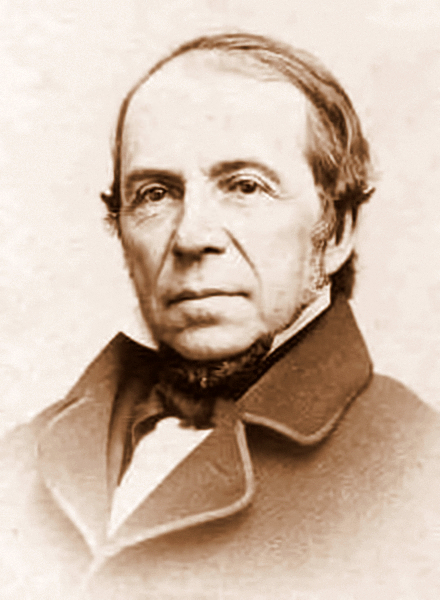
Leo Lesquereux, 1864

レオ・レスケルー（Leo Lesquereux、1806年11月18日 - 1889年10月25日）はスイス生まれの、古植物学者、コケ類学者である。後半生はアメリカ合衆国で働いた。

## 略歴
ヌーシャテル州のFleurierにユグノーの時計師の息子に生まれた。ヌーシャテル大学で学び、同級生にはルイ・アガシーの弟で時計メーカーを創業するオーギュスト・アガシーや後にアメリカに渡り、地質学者となるアーノルド・ギヨー（Arnold Henry Guyot）がいた。10歳の頃の病気で聴力が劣っていたので、卒業後、しばらく教師として働くが、結婚後、父親のもとで時計職人として働き、趣味で植物学を研究した。
スイス政府が、エネルギー供給の改善のた、泥炭に関する懸賞論文を募集したのに応じて、賞を受賞するとともに、ルイ・アガシーに認められた。プロイセン政府の支援で北ヨーロッパの湿原や石炭鉱床の研究を行えるようになった。1845年にスイスの最初のコケ類目録を発表した。ストラスブールでゲオルク・ヴィルヘルム・シンパーと知り合った後、古植物学、石炭層内の化石植物にも興味を持った。
ヨーロッパに波及した革命（1848年革命）の影響で、研究職を失い、ギヨーとともに、すでにアメリカに渡っていたルイ・アガシーの誘いを受けてアメリカに渡り、オハイオに住んだ。アガシーの標本の整理の仕事をした後、実業家でコケ類の研究家のウィリアム・スターリング・サリヴァントの著作のために働いた。1849年にはサリヴァントのためにアメリカ南部を調査した。
時計商、宝石商として働きながら、コケ類や化石植物の研究をし、各州の地質学者と個人研究者として1884年まで野外調査を行った。1867年から1872年の間はハーバード大学の動物学博物館のために化石の収集を行い、化石収集家、R.D.ラコーのためにも化石の収集を行い、その化石標本は後にアメリカ自然史博物館に収められた。
サリヴァントの北アメリカのコケ類の図鑑、Icones Muscorumの執筆に協力し、完成前にサリヴァントが没した後、協力者のトーマス・ポッツ・ジェームズ（Thomas Potts James）と1874年に完成させた。
1861年にアメリカ哲学協会（American Philosophical Society）1864年に米国科学アカデミーの会員に選ばれた。
アブラナ科の植物の属名、Lesquerellaに命名された。

## 著作
- Catalogue des mousses de la Suisse, Neuchâtel : Société des sciences naturelles (gedruckt bei H. Wolfrath), 1845
- Quelques recherches sur les marais tourbeux en général, Neuchâtel: H. Wolfrath, 1844
- Lettres écrites d'Amérique destinées aux émigrants, Neuchatel: H. Wolfrath 1853
- On Californian mosses, American Philosophical Society, 1863
- サリヴァンと共著: Musci Boreali Americani, 1856, 2. Auflage Columbus/Ohio 1865 (Neuauflage Straßburg 2016)
- The fossil plants of the coal measures of the United States : with descriptions of the new species, in the cabinet of the Pottsville scientific association, Pottsville : B. Bannan, 1858
- Description of the Coal Flora of the Carboniferous Formation in Pennsylvania and throughout the United States, Harrisburg : Board of commissioners for the second Geological Survey, 3 Bände, 1879 bis 1884
- Atlas to the coal flora of Pennsylvania, and of the carboniferous formation throughout the United States, Harrisburg : Board of Commissioners for the Second Geological Survey, 1879
- トーマス・P・ジェームズと共著: Manual of the mosses of North America. With six plates illustrating the genera, Boston: S. E. Cassino and company, 1884